# Опытный (Минская область)

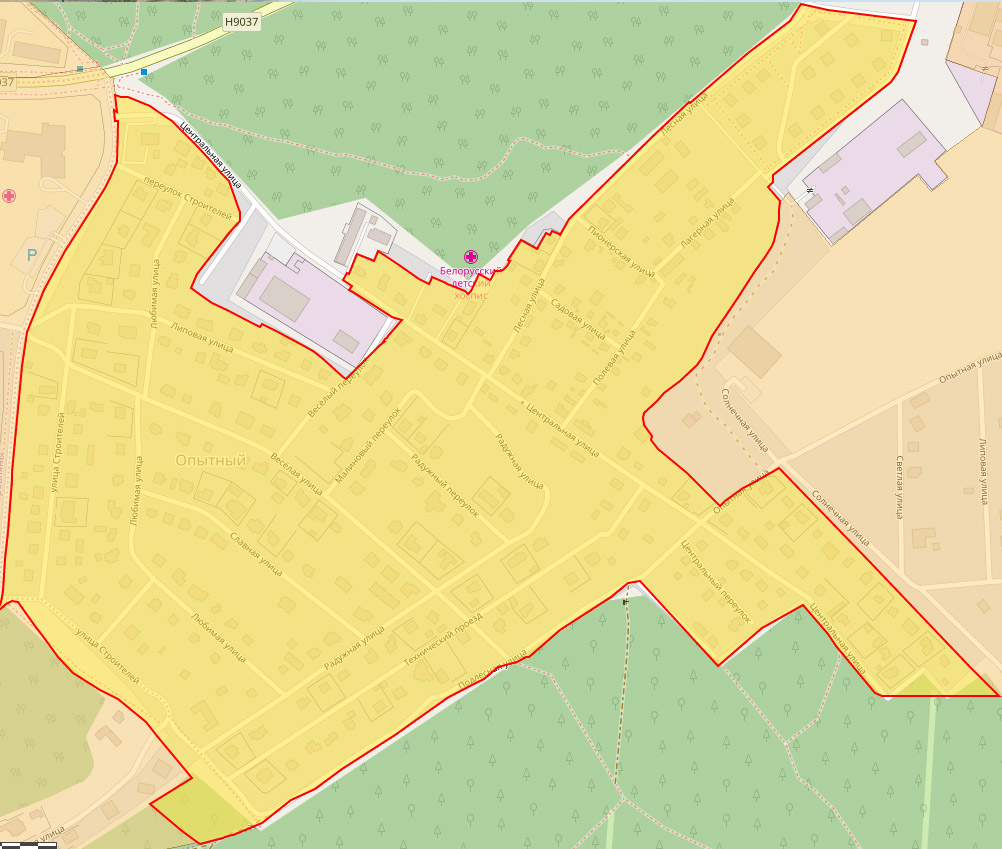
Границы поселка Опытный Минского района

Опытный (бел. Вопытны) — посёлок в Боровлянском сельсовете Минского района Минской области Беларуси.

## География
Посёлок находится в 5,5 километрах к северо-востоку от Минской кольцевой автомобильной дороги в логойском направлении.

## История

### Эпоха Российской империи
Первые постройки на территории поселка появились в середине XIX века, как околица в Острошицко-Городоцкой волости Минского уезда.

### БНР, ССРБ, БССР, Литбел
С февраля до декабря 1918 года территория оккупирована армией Германии, с июля 1919 года до июля 1920 года — войсками Польской Республики.
С 1919 года в составе БССР.

### Великая Отечественная война
В июне 1941 на территории современной пилорамы, во время боевого вылета потерпел крушение штурмовик (42-я дад ДД 207 дбап). Погибли два летчика.
Жители д. Курганы захоронили их тела на опушке леса. После войны их перезахоронили в братской могиле аг. Лесной, около госпиталя ВОВ.
В 1944 после освобождения территории от немецко-фашистских захватчиков, на пустые земли прислали 200 человек пленных немцев.
Назначили им бригадира женщину. Сказали строить на зиму землянки, обрабатывать землю. Обеспечили их всем необходимым для жизни.
Также привезли коров, лошадей, свиней. В пользование дали 2 трофейные автомашины марки Опель (1 грузовик и 1 легковая).
Для строительства также привезли походную военную пилораму, дизельный мотор с динамо-машиной для освещения, весь необходимый инвентарь и инструмент.
Немцам было поручено работать и жить до определённого срока, а после обещали всех отпустить домой в Германию. Они с радостью приняли эти условия. У немцев была железная дисциплина, работали добросовестно.
Сперва построили землянки для жилья на зиму. Также построили коровник, конюшню, курятник и баню-землянку. Немцы занимались парниковым хозяйством, так появился совхоз «Первого Мая».

### Послевоенный период
В 1946 году пленных немцев отправили домой, кроме одного шофера легковой машины, на которой ездил директор хозяйства. Солдаты называли его Гарик.
Когда солдаты принимали хозяйство остались только вольно-наемные рабочие.
В 1946 году это подсобное хозяйство стало собственностью военной части 3214 Министерства Государственной Безопасности Союза ССР (Белполк).
Директором хозяйства был назначен старшина Егоров А. И.
В мае 1949 года земли передали в распоряжение Академии Наук БССР.
Хозяйство стало называться Экспериментальной базой Института земледелия Академии наук, здесь проводили опыты в области земледелия и селекции.
Позже было переименовано в хозяйство Опытное поле «Боровляны» БелНИИЗ.
С 1950 был создан детский пионер-лагерь «Голубь мира».
В 1964 пионер-лагерь переименован в «Искра» и просуществовал до середины 70-х.
В 70-х годах Опытное поле «Боровляны» передают совхозу «Боровляны».
Также в 70-е годы населенный пункт приобрел современное название поселок Опытный.

### Современный период
Быстрое развитие поселок получил в 90-х годах XX века, когда земля в нём начала выделяться под коттеджную застройку.
В 2004 году исполком передал сельскохозяйственный комплекс «Боровляны» ЗАО «Аквабел».
В сентябре 2017 года был восстановлен орган территориального общественного самоуправления.

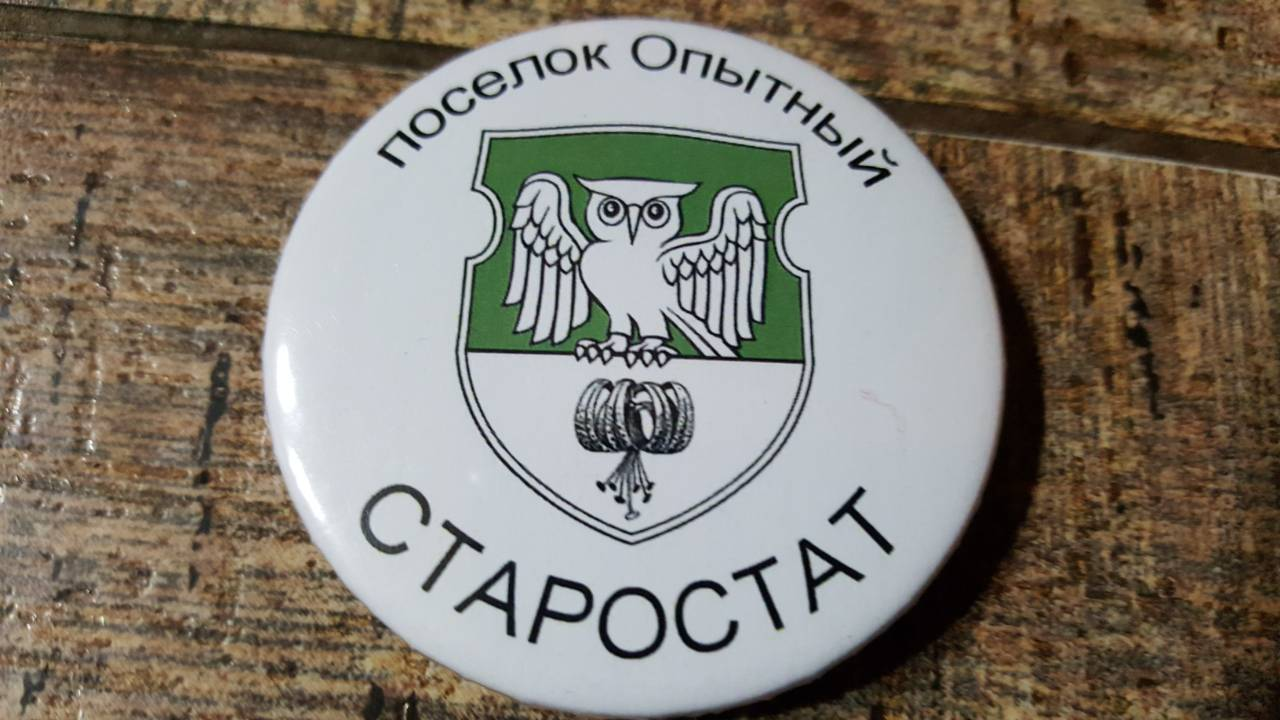
Значок старостата поселка Опытный

## Население
- 2009 год (перепись) — 349 человек,
- 1999 год (перепись) — 201 человек,
- 2018 год — 519 человек,
- 2019 год (перепись) — 593 человек.

## Социальная сфера
- ГУО «Детская деревня «Истоки»
- ОБО «Белорусский детский хоспис»

## Спорт
В поселке есть импровизированные площадки для игры в волейбол, баскетбол и мини-футбол.

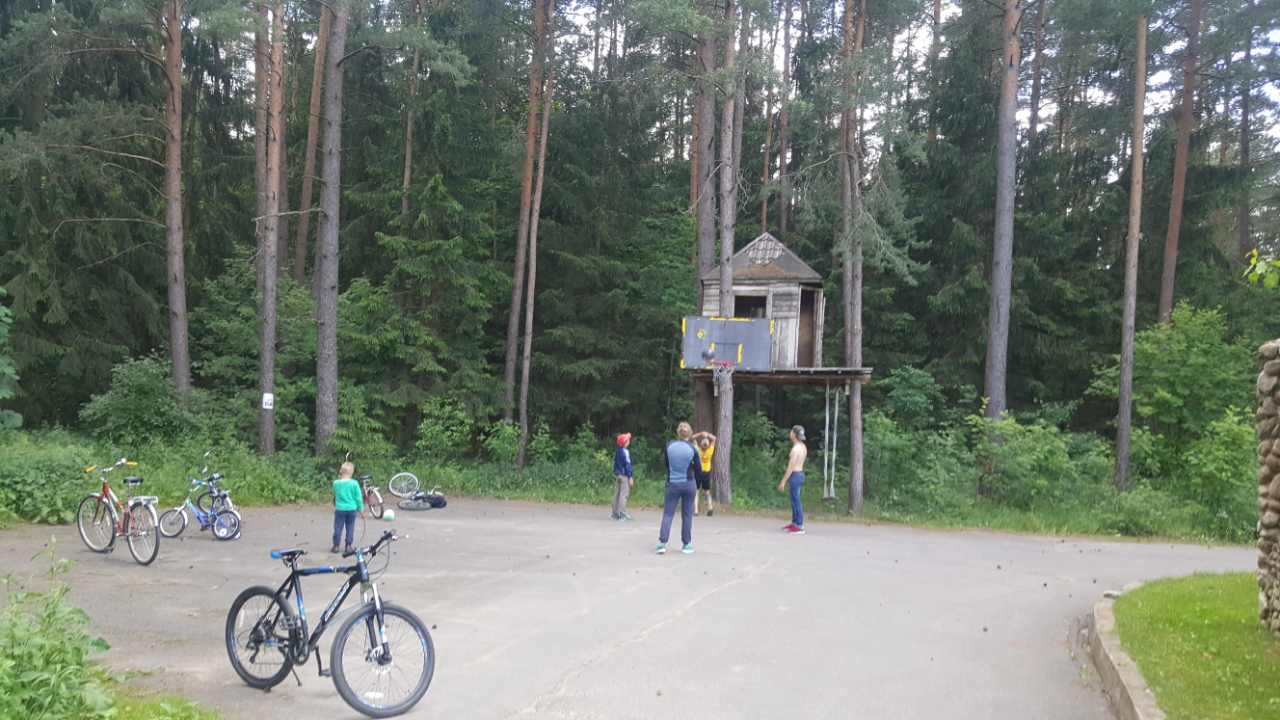
Баскетбольная площадка
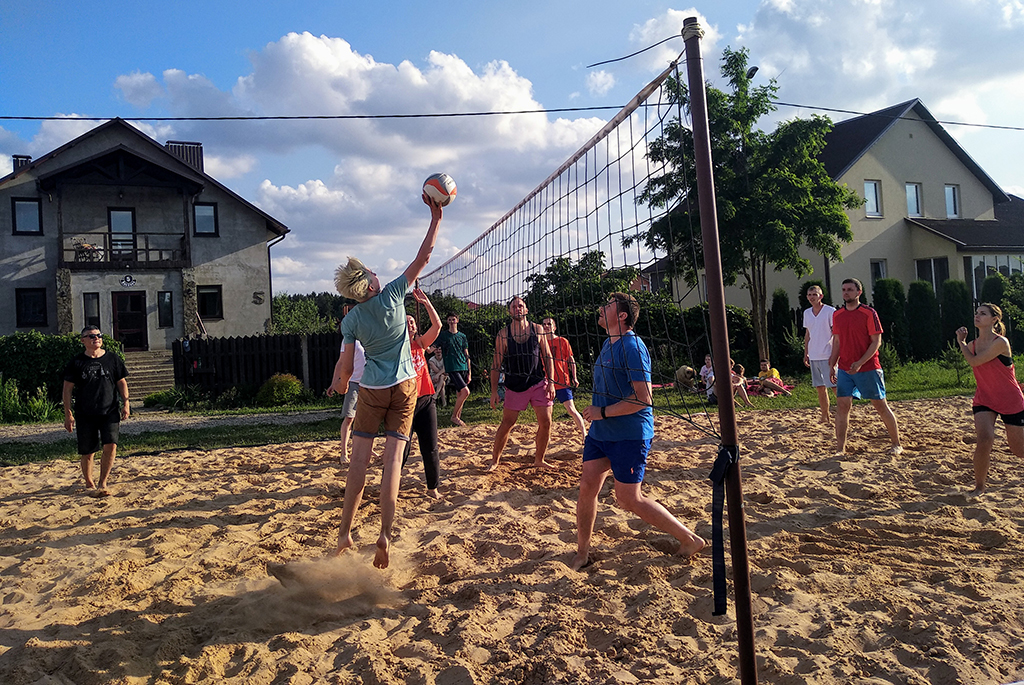
Волейбольная площадка
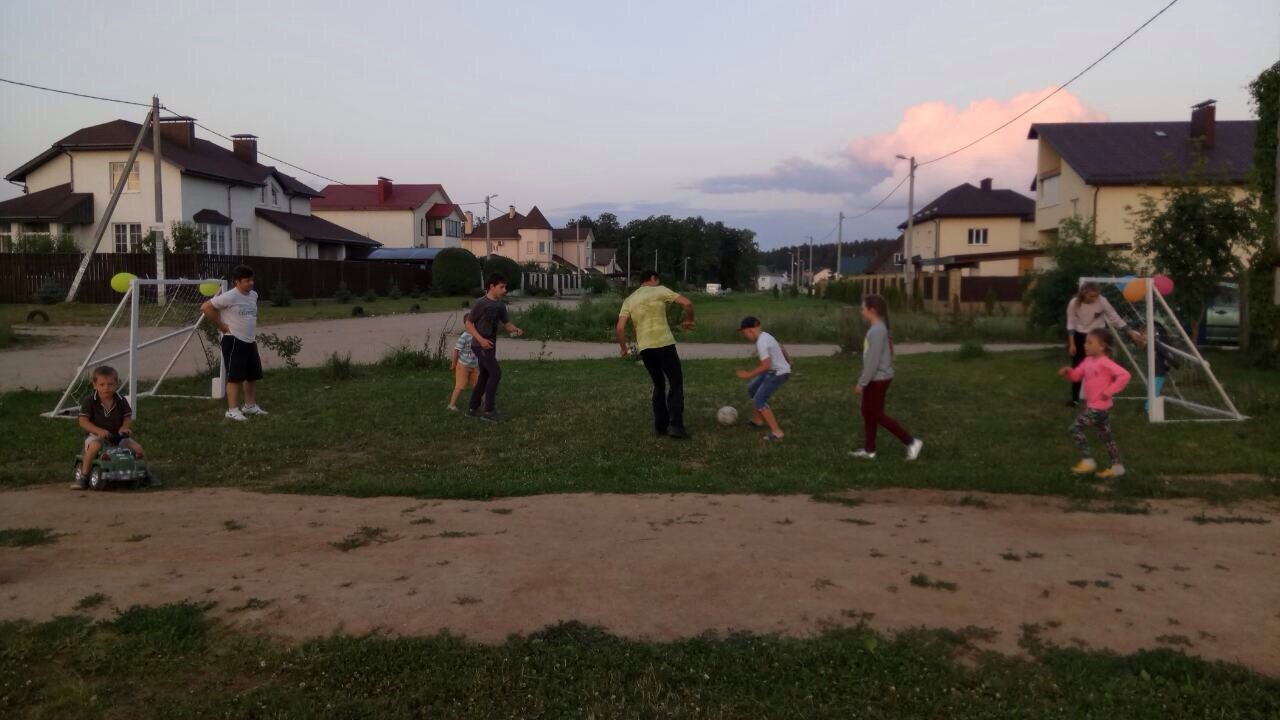
Футбольная площадка

## Достопримечательности
Главной достопримечательностью поселка является лесопарк, в котором гнездятся совы, обитают насекомые и произрастают три вида растений, занесённых в Красную книгу Республики Беларусь:
- Воробьиный сыч
- Лилия кудреватая
- Спарассис курчавый
- Борос Шнейдера[4].
- Гладыш широколистный

Решением Минского районного исполнительного комитета от 03.01.2018 № 61, место произрастания дикорастущих растений, передано под охрану государственному специализированному
лесохозяйственному учреждению «Боровлянский спецлесхоз», утверждены охранные обязательства и паспорт места произрастания дикорастущего растения, относящегося к видам, включенным в Красную книгу Республики Беларусь.
|                                       |                  |              |                    |                              |
| Защитный стенд около охраняемого леса | Лилия кудреватая | Цветок лилии | Спарассис курчавый | Личинка жука Бороса Шнейдера |